# Carreras (Añasco)
Carreras es un barrio ubicado en el municipio de Añasco en el estado libre asociado de Puerto Rico. En el Censo de 2010 tenía una población de 3780 habitantes y una densidad poblacional de 581,69 personas por km².

## Geografía
Carreras se encuentra ubicado en las coordenadas 18°17′15″N 67°7′30″O / 18.28750, -67.12500. Según la Oficina del Censo de los Estados Unidos, Carreras tiene una superficie total de 6.5 km², de la cual 6.45 km² corresponden a tierra firme y (0.72%) 0.05 km² es agua.

## Demografía
Según el censo de 2010, había 3780 personas residiendo en Carreras. La densidad de población era de 581,69 hab./km². De los 3780 habitantes, Carreras estaba compuesto por el 82.59% blancos, el 7.78% eran afroamericanos, el 0.13% eran amerindios, el 0.08% eran asiáticos, el 7.04% eran de otras razas y el 2.38% pertenecían a dos o más razas. Del total de la población el 99.29% eran hispanos o latinos de cualquier raza.